# Gheorghe Lungu (delegat)
Gheorghe Lungu (n. 2 iulie 1885, Maidan-Caraș) a fost un delegat în Marea Adunare Națională de la Alba Iulia, organismul legislativ reprezentativ al „tuturor românilor din Transilvania, Banat și Țara Ungurească”, cel care a adoptat hotărârea privind Unirea Transilvaniei cu România, la 1 decembrie 1918.:p. 77

## Biografie
A fost  preot în comuna Dobrița-Jugoslavia Torontal, iar din 1922 ca paroh în Obad, jud. Timiș-Torontal. După Marea Unire a fost deținut la minele de la Panciova și Belgrad, fiind lăsat să se întoarcă în România abia după plata sumei de 1000 de coroane și o cerere de expatriere.

## Activitatea politică

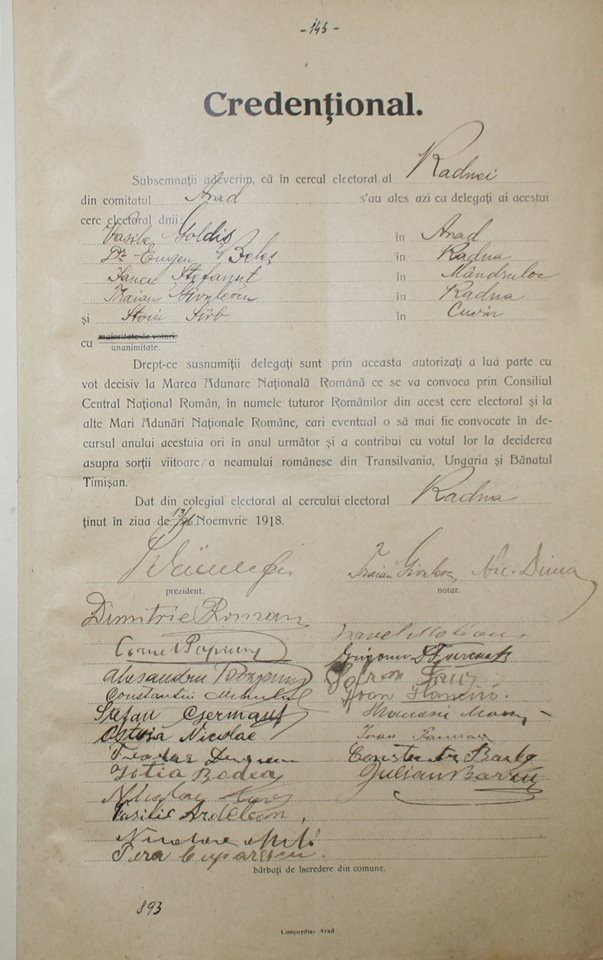
Credențional

A fost delegat al circumscripției Răcăjdia-Sasca, județul Caraș, la  Marea Adunare Națională de la Alba Iulia.